# Atheriniformes
Atheriniformes é uma ordem de actinopterígios que inclui peixes encontrados em águas doce e marinha, tropicais e temperadas de todo o mundo.

## Descrição
Atheriniformes são geralmente alongados e de coloração prata, embora existam exceções. São tipicamente pequenos, sendo o Atherinopsis californiensis o maior exemplar da ordem, com 44 centímetros de comprimento. Os menores medem apenas 2 cm.
Membros da ordem geralmente têm duas nadadeiras dorsais: a primeira, com espinhos flexíveis, e uma nadadeira anal com um espinho na frente. A linha lateral é tipicamente fraca ou ausente. As larvas de Atheriniformes mostram várias características: o intestino é geralmente curto; há uma única fileira de melanóforos ao longo do dorso; e as raias das nadadeiras não se tornam evidentes até pouco tempo depois da eclosão.

## Taxonomia
A classificação dos atheriniformes é incerta, com a melhor evidência da monofilia nas características larvais. Seus parentes mais próximos é a ordem Cyprinodontiformes.
Nelson, 2006, incluiu na família Melanotaeniidae as subfamílias: Bedotiinae, Melanotaeniinae, Pseudomugilinae, e Telmatherininae, demonstrando sua monofilia. Entretanto, num estudo de 2004, uma diferente classificação rearranjou as famílias Bedotiidae, Melanotaeniidae, e Pseudomugilidae (também incluindo os gêneros Telmatherinine) na subordem Melanotaenioidei. Sendo assim, o número de famílias na ordem varia conforme o autor.
Classificação de acordo com Nelson, 2006:
Ordem Atheriniformes
- Subordem Atherinopsoidei
  - Família Atherinopsidae
- Subordem Atherinoidei
  - Infraordem Notocheiroida
    - Família Notocheiridae

  - Infraordem Atherinoida
    - Família Melanotaeniidae
    - Família Atherionidae
    - Família Phallostethidae
    - Família Atherinidae

A informação contida nas bases de dados taxonómicos Catalogue of Life e Dyntaxa permitem a construção do seguinte cladograma:
| Atheriniformes | \| \| Atherinidae \| \| \| \| \| \| Atherinopsidae \| \| \| \| \| \| Bedotiidae \| \| \| \| \| \| Dentatherinidae \| \| \| \| \| \| Melanotaeniidae \| \| \| \| \| \| Notocheiridae \| \| \| \| \| \| Phallostethidae \| \| \| \| \| \| Pseudomugilidae \| \| \| \| \| \| Telmatherinidae \| \| \| \| |
|                | \| \| Atherinidae \| \| \| \| \| \| Atherinopsidae \| \| \| \| \| \| Bedotiidae \| \| \| \| \| \| Dentatherinidae \| \| \| \| \| \| Melanotaeniidae \| \| \| \| \| \| Notocheiridae \| \| \| \| \| \| Phallostethidae \| \| \| \| \| \| Pseudomugilidae \| \| \| \| \| \| Telmatherinidae \| \| \| \| |
|                | Atherinidae |
|                | |
|                | Atherinopsidae |
|                | |
|                | Bedotiidae |
|                | |
|                | Dentatherinidae |
|                | |
|                | Melanotaeniidae |
|                | |
|                | Notocheiridae |
|                | |
|                | Phallostethidae |
|                | |
|                | Pseudomugilidae |
|                | |
|                | Telmatherinidae |
|                | |